# Fernando Omar Zuloaga
Fernando Omar Zuloaga (1951) és un biòleg, professor i botànic argentí.
L'any 1974 va obtenir el títol de Llicenciat en Botànica per la Facultat de Ciències Naturals de la Universitat Nacional de la Plata. L'any 1978 va defensar la seva tesi per obtenir el doctorat en Ciències Naturals, orientació Botànica, en la mateixa facultat. El seu tema central d'investigació ha estat la taxonomia de les gramínies.

## Docència i investigació
- Professor Titular de Fitogeografia de la Universitat Nacional de la Plata, des de 1994
- Investigador del CONICET, 1979, en la categoria d'Investigador Principal a partir de 1998
- Curador de l'Institut de Botànica Darwinion, 1991 a 1996
- Sotsdirector de l'Institut de Botànica Darwinion, 1997 - 1998
- Cap de la Secció Sistemàtica de l'Institut Darwinion, octubre de 1991 a juny de 1996
- Membre del Consell Directiu de l'Institut Darwinion, octubre de 1993 a juny de 1996
- Director de la revista Darwiniana, 1997 i segueix
- Director de l'Institut de Botànica Darwinion, des de 1998
- Director del pla "Flora de la província de Jujuy"

## Honors
Ha obtingut beques de prestigioses institucions, tals com John Simon Guggenheim Memorial Foundation (1990) i Jessie Smith Noyes Foundation (1991).

### Distincions
- Sènior Scientist del Missouri Botanical Garden, 1991
- Acadèmic de l'Acadèmia Nacional de Ciències (Argentina), 2002
- Premi Conservar el Futur, de la "Administració de Parcs Nacionals", 2003
- Premi KonexCiència i Tecnologia, 2003. Diploma al Mèrit en Biologia Vegetal
- Membre de l'Acadèmia Nacional de Ciències de Còrdova
- Membre d'Honor de la Fundació Miguel Lillo

### Epònims
- (Poaceae) Zuloagaea  Bess[2]
- (Poaceae) Guadua zuloagae  Brea and Zucol[3]

## Obra publicada
105 treballs científics publicats, incloent tres llibres sobre el Catálogo de las Plantas Vasculares de la Argentina, publicats entre 1994 i 1999. Seixanta treballs publicats entre 1993 i 2002.
- FILGUEIRAS, Tarciso S, DAVIDSE, Gerrit, ZULOAGA, Fernando O, MORRONE, Osvaldo, Fernando Omar ZULOAGA. 2001. The establishment of the new genus altoparadisium and a reevaluation of arthropogon (Poaceae, Paniceae). Missouri Botanical Garden. Annals 88; 351 - 371
- Fernando Omar ZULOAGA, MORRONE, Osvaldo, RODRIGUEZ, Daniel. 1999. Análisis de la biodiversidad en plantas vasculares de la Argentina. Kurtziana. Córdoba 27 (1): 17 - 167
- MORRONE, Osvaldo, Fernando Omar ZULOAGA. 1999. Novedades para la flora del nordeste de la Argentina. Hickenia. Buenos Aires: 3 (9): 29 - 30
- Fernando Omar ZULOAGA, MORRONE, Osvaldo. 1999. Revisión de la Subfamilia Panicoideae. Catalogue of the Vascular Plants of Ecuador. Monogr. Syst. Bot. Missouri Bot. Gard. St. Louis 75 : 806 - 8383
- FILGUEIRAS, t.s., g. DAVIDSE, j.h. KIRKBRIDE, f. CHIANG, r. RUEDA, f.o. ZULOAGA. 1999. Should Small Herbaria Have Voting-Rights. Taxon 48 (4): 767 - 770
- ZULOAGA, f.o., o. MORRONE, a.s. VEGA, l.m. GIUSSANI. 1998. Revision and Cladistic-Analysis of Steinchisma (Poaceae, Panicoideae, Paniceae). Ann. of the Missouri Bot. Garden 85 (4): 631 - 656
- MORRONE, o., f.o. ZULOAGA, m.o. ARRIAGA, r. POZNER, s.s. ALISCIONI. 1998. Systematic Revision and Cladistic-Analysis of the Genus Chaetium (Poaceae, Panicoideae, Paniceae). Ann. of the Missouri Bot. Garden 85 (3): 404 - 424
- ZULOAGA, f.o., o. MORRONE. 1996. Revision of the American Species of Panicum Subgenus Panicum Section Panicum (Poaceae, Panicoideae, Paniceae). Ann. of the Missouri Bot. Garden 83 (2) : 200 - 280